# Нижне-Верхнейвинский завод
Ни́жне-Верхне́йвинский (также Верхнейвинский Нижний, Рудянский, Нижне-Нейвинский) железоде́лательный заво́д — металлургический завод, основанный в 1796 году на реке Нейве и существовавший до 1912 года. Фактически был передельным цехом Верхнейвинского завода, входил в состав Верх-Исетского горнозаводского округа.

## История
Нижне-Верхнейвинский завод был основан Яковлевым И. С. в 1796 году в одной версте ниже по течению Нейвы от Верхнейвинского завода. Запуск завода в эксплуатацию состоялся не не ранее 1804 года, когда была построена земляная плотина. В это время заводом владел сын И. С. Яковлева Алексей. Длина плотины составляла 693,4 м, ширина в основании — 21,3 м, в верхней части — 10,7 м.
В 1807 году в составе завода работала деревянная кричная фабрика с 8 молотами и 8 горнами и прокатная фабрика с плющильным станом и нагревательной печью. Чугун для переработки поступал с Верхнейвинского завода. Привод механизмов осуществлялся от водяных колёс. Завод производил полосовое железо шириной 7,62 см и толщиной в 1,27 см. Окончательная обработка листового железа производилась на Верхнейвинском заводе. За неделю завод производил 120—180 пудов кричного железа. Годовая производительность составляла 50—55 тыс. пудов полосового железа. Фактически Нижне-Верхнейвинский завод был передельным цехом Верхнейвинского завода. Продукция обоих заводов учитывалась совместно.
При заводе не было жилых помещений, все рабочие и мастеровые приходили на работу из посёлка Верхнейвинского завода. В 1850-х годах заводское оборудование включало 4 кричных молота и 4 кричных горна с воздуходувной машиной. В 1860-х годах на заводе был установлен прокатный стан с приводом от водяной турбины Жонваля мощностью в 60 л. с. В периоды маловодья привод осуществлялся от паровой машиной.
В конце XIX века производительность завода составляла 100—125 тыс. пудов кричной болванки. В 1880—1890-х годах Нижне-Верхнейвинский завод фактически вошёл в состав Верхнейвинского завода и перестал упоминаться в качестве самостоятельного предприятия в статистических отчётах.
В годы экономического кризиса начала XX века объёмы производства железа на заводе были снижены до 30 тыс. пудов в год. В 1904 году кричное производство было остановлено. В 1903 году на заводе был установлен листопрокатный стан с приводом от паровой машины, что позволило перейти на прокатку мартеновской болванки, производившейся на Верхисетском заводе. Отмечалось высокое качество кровельного листа, произведённого на Верхнейвинских заводах.
В 1912 году Нижне-Верхнейвинский завод был закрыт из-за низкой рентабельности производства.

### Современное состояние
Территория бывшего Нижне-Верх-Нейвинского завода расположена по северному берегу Малого пруда на реке Нейве в посёлке Верх-Нейвинском Свердловской области.
По состоянию на 2021 год по берегам Нейвы в этом районе расположены жилые дома. Северный берег пруда представляет собой искусственную дамбу (земляной вал) с плотиной, которая перегораживает Нейву. За прилегающей местностью закрепилось соответствующее наименование — Дамба. За самим валом расположена Нейвинская улица, проходящая по обоим берегам Нейвы сонаправленно с течением реки. Данная местность является излюбленным местом рыболовов, особенно во время весеннего сброса воды, когда шлюзы плотины приоткрывают.